# Rhopalopterum
Rhopalopterum is een vliegengeslacht uit de familie van de halmvliegen (Chloropidae).

## Soorten
- R. anthracinum (Meigen, 1830)
- R. atriceps (Loew, 1863)
- R. atricillum (Zetterstedt, 1838)
- R. atricorne (Zetterstedt, 1838)
- R. beameri (Sabrosky, 1940)
- R. brunneipennis Beschovski & Lansbury, 1987
- R. carbonaria (Loew, 1869)
- R. criddlei (Aldrich, 1918)
- R. crucicarinatum Beschovski & Lansbury, 1987
- R. fasciolum (Meigen, 1830)
- R. femorale (Collin, 1946)
- R. glaberrimum (Meigen, 1838)
- R. limitata (Becker, 1912)
- R. luteiceps (Sabrosky, 1940)
- R. nudiuscula (Loew, 1863)
- R. soror (Macquart, 1851)
- R. umbrosa (Loew, 1863)